# Büchelberg (Gunzenhausen)

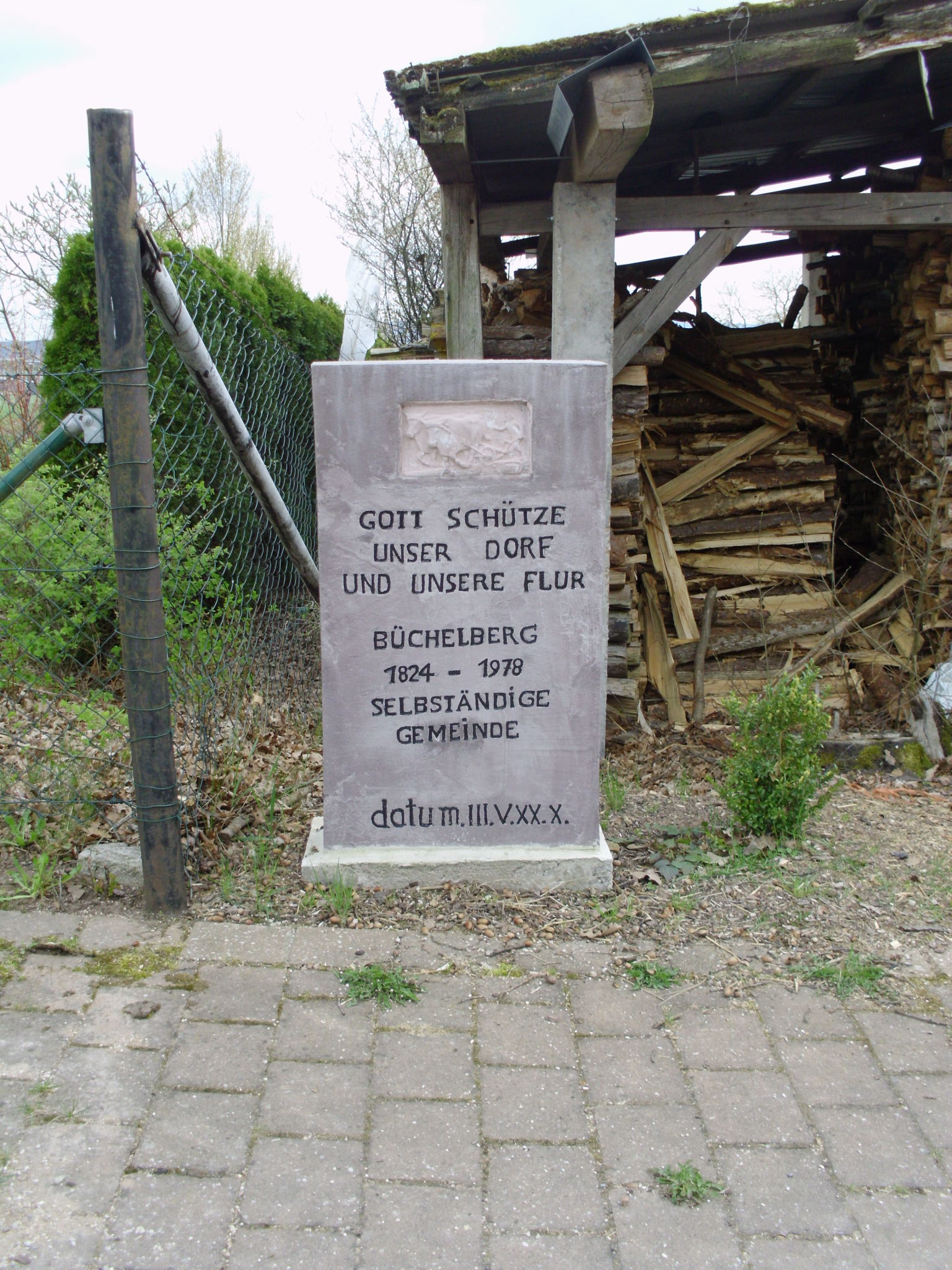
Gedenkstein an die ehemals selbständige Gemeinde

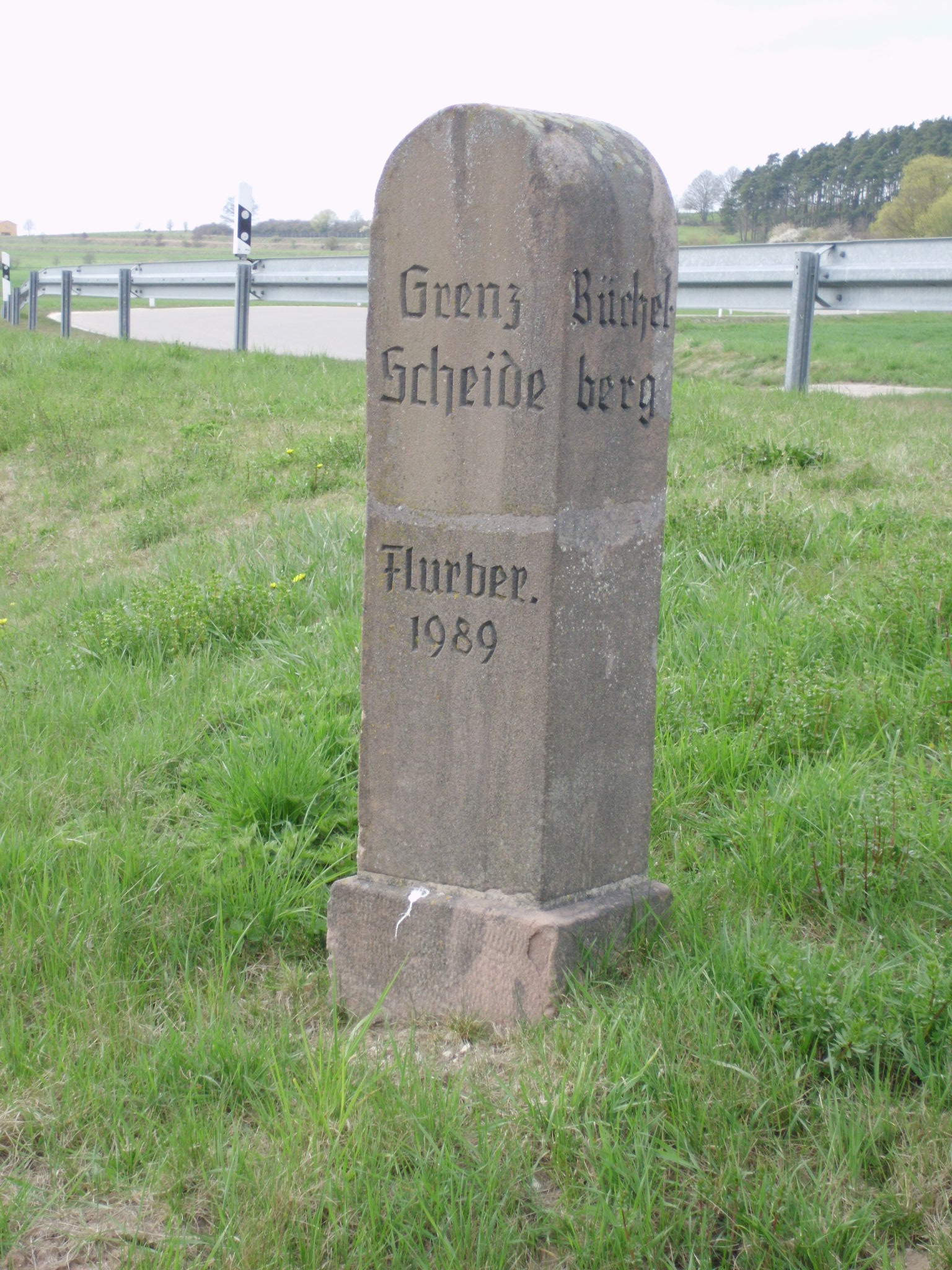
Grenzscheide Büchelberg – Neuenmuhr

Büchelberg ist ein Gemeindeteil der Stadt Gunzenhausen im Landkreis Weißenburg-Gunzenhausen (Mittelfranken, Bayern). Die Gemarkung Büchelberg hat eine Fläche von 2,821 km². Sie ist in 438 Flurstücke aufgeteilt, die eine durchschnittliche Flurstücksfläche von 6440,47 m² haben.

## Lage
Das Dorf liegt nordöstlich des Altmühlsees, östlich von Muhr am See und nördlich von Laubenzedel und Gunzenhausen am südlichen Abhang des bewaldeten, bis zu 466 m ü. NHN hohen Höhenrückens Büchelberg. Die Kreisstraße WUG 22 von Haundorf zur Bundesstraße 13 bei Gunzenhausen führt hindurch. Zu Büchelberg gehört auch die 500 m östlich gelegene Einöde Fischhaus.

## Geschichte

### Erstnennung
Der Ort wurde erstmals 1303 erwähnt, als der Eichstätter Bischof Konrad II. von Pfeffenhausen von Heinrich zu Gunzenhausen, genannt Vögelein, den Zehent unter anderem von „Buechelberch“, den Heinrich von der Kirche Eichstätt zu Lehen hatte, kaufte. Büchelberg ist aber älter; bereits im 12. Jahrhundert besaß das Kloster Heilsbronn in der heutigen Büchelberger Flur Brücklein das abgegangene Gut Brucca. Der Ortsname wird gedeutet als „Siedlung zu dem mit (jungen?) Buchen bewachsenen Berg.“

### 14. bis 18. Jahrhundert
Aus Urkunden geht hervor, dass im 14. Jahrhundert Ulrich von Muhr und der Schenk von Arberg vom Eichstätter Bischof Lehensinhaber in Büchelberg waren. Als Lehensinhaber vom Grafen von Hirschberg hatte der Ritter von Konstein Besitz in Büchelberg. Ein weiteres Lehen besaß Ulrich von Neuenmuhr. Im Verlauf des 14. Jahrhunderts waren weitere Grundbesitzer Heinrich von Muhr, genannt von Konstein (1315), Heinrich von Lentersheim (1378), Konrad von Lentersheim der Jüngere, beide Lehensleute der Grafen von Oettingen, Daniel Tanner zu Arberg und Hans Birgkenfelsen (1384 bis Anfang 15. Jahrhundert). Sie hatten meist mehrere Güter inne.
Im Jahre 1415 verkaufte Graf Ludwig von Oettingen ein Gut an die Nürnbergerin Agnes Stromair (Stromer), von der es drei Jahre später auf ihren Schwiegersohn Andreas Wernitzer überging. Lehensträger des Eichstätter Bischofs waren Jörg, Hans und Siegmund von Lentersheim sowie Michael Tanner. In der Zeit um 1460/70 gehörte Büchelberg zur Pfarrei Gräfensteinberg, deren Patronatsherr der Bischof von Eichstätt war. Das blieb so bis 1728; allerdings gingen die Bewohner Büchelbergs seit der Reformation im Jahr 1532 in Laubenzedel zur Kirche.
Im 16. Jahrhundert erschienen in Urkunden die von Lentersheim als Lehensinhaber der Markgrafen von Brandenburg-Ansbach. 1549 war „Püchelberg überwiegend denen von Lentersheim zugehörig“; einen Schafhof, der öfters in Urkunden genannt ist, besaß die Herrschaft von Neuenmuhr und acht „Gütlein“ waren teils Eigengut und teils Lehen des Eichstätter Bischofs.
Im 17. Jahrhundert waren 13 Untertanen Büchelbergs „lentersheimisch“; neun Höfe unterstanden dem Kastenamt Gunzenhausen und den Herren von Crailsheim-Sommersdorf, während die hohe Gerichtsbarkeit beim ansbachisch-markgräflichen, ab 1791/92 preußischen Oberamt in Gunzenhausen lag. Im Dreißigjährigen Krieg brannten 1632 die Schweden Büchelberg nieder. 1652 war von den elf lentersheimischen Gütern Büchelbergs nur noch eines bewohnt. Am Wiederaufbau nach dem Krieg waren auch oberösterreichische Exulanten beteiligt. 1670 wurde ein erheblicher Teil der lentersheimischen Höfe markgräflich. Die Markgrafen richteten bei Büchelberg einen Steinbruch ein.
1728 wurde Büchelberg nach Laubenzedel eingepfarrt. Um die Jahrhundertmitte erbaute man auf markgräflichen Befehl eine Wasserleitung aus Holzrohren von der Büchelberger Flur nach Gunzenhausen. Am Ende des Jahrhunderts, 1799 fielen mit dem Aussterben derer von Lentersheim die Güter dem Grafen von Oettingen anheim.

### Vom 19. Jahrhundert bis in die Gegenwart
Am 1. Januar 1806 wurde Büchelberg mit dem ehemaligen preußischen Fürstentum Ansbach infolge des Reichsdeputationshauptschlusses bayerisch. Die Gemeinde Büchelberg, zu der auch die Einöde Fischhaus zählte, gehörte ab 1808 zum Steuerdistrikt Laubenzedel im Landgericht/Rentamt (ab 1939 Landkreis) Gunzenhausen und ab 1818 zur Ruralgemeinde Laubenzedel im neuen Rezatkreis, der 1838 in  Regierungsbezirk Mittelfranken umbenannt wurde. Zu diesem Zeitpunkt war Büchelberg selbstständige Gemeinde (ab 1824). Bis 1822 gehörten 21 Familien dem Patrimonialgericht Altenmuhr an. 1818 hatte der Ort mit Fischhaus 150, 1824 112 Einwohner. 1939 betrug die Einwohnerzahl 131. Zwischen 1875 und 1904 verlor Fischhaus den Status als Ortsteil und wurde Teil von Büchelberg.
Vom 17. bis ins 20. Jahrhundert wurde Hopfenanbau betrieben, der dann dem Kartoffelanbau wich. Nach dem Zweiten Weltkrieg stieg die Einwohnerzahl Büchelbergs durch den Zuzug Heimatvertriebener stark an. Sie betrug 1950 918, sank dann aber wieder ab und lag 1966 bei 222. In den 1960er Jahren schloss sich der Ort einem Wasserversorgungszweckverband an und baute ein Kanalisationsnetz mit Kläranlage. Oberhalb des Dorfes errichtete das Gunzenhäuser Diakonissenmutterhaus Hensoltshöhe von 1962 bis 1964 ein Feierabendheim für betagte Diakonissen, das zehn Jahre später erweitert wurde; ein Pflegetrakt kam 2003 hinzu. 1971 wurde das aus dem Jahr 1924 stammende Gemeindehaus mit seinem Glockenturm abgerissen und durch ein neues Feuerwehrhaus ersetzt.
Die Gemeinde Büchelberg wurde im Zuge der Gebietsreform in Bayern am 1. Januar 1978 nach Gunzenhausen eingemeindet. 1982 wurden 381 Einwohner gezählt. 1994/95 erhielt die 1899 gegründete Freiwillige Feuerwehr Büchelberg ein neues Feuerwehrhaus.
Von etwa 1800 bis 1939 wurde in der Flur Büchelbergs Hopfen angebaut, 1860 von den Inhabern aller 30 Anwesen des Ortes.

## Ortswappen
Oben in Silber drei rote, mit goldenen Kuppeln gekrönte Türme, die beiden äußeren mit je einem goldenen Tor, der mittlere überhöht und mit einem goldenen Missionskreuz – vermindert dem heraldischen Zeichen des Diakonieverbandes Hensoltshöhe Gunzenhausen entlehnt. Unten in Grün über goldenem Dreiberg an drei Stielen hängende silberne Kartoffelblüte als Hinweis auf den Saatkartoffelanbau der Gemeinde.

## Persönlichkeiten
- Gottfried de Büchelberg (Gottfried Büchelberger), Sohn eines Büchelberger Bauern und 1350–1357 Abt des Klosters Heilsbronn[6]
- Karl Huber (* 1936), deutscher ehemaliger Kommunalpolitiker und Ehrenbürger der Stadt Merkendorf